# Peggy Schierenbeck
Peggy Schierenbeck (nascida a 9 de outubro de 1970) é uma política alemã do Partido Social-Democrata (SPD) que é membro do Bundestag alemão pela Baixa Saxónia desde 2021.

## Carreira política
Schierenbeck contestou o círculo eleitoral de Diepholz – Nienburg I nas eleições federais alemãs de 2021. Além das suas atribuições de comités, ela é membro da delegação alemã à Assembleia Parlamentar Franco-Alemanha desde 2022.